# Aeroportul Tobolsk
Aeroportul Tobolsk (IATA: TOX, ICAO: USTO) este un aeroport din Regiunea Tiumen, Rusia. Aeroportul a fost tranzitat în 2017 de 37.063 de pasageri.
aeroportul dispune de o singură pistă.